# Kapitan
Kapitan is een bestuurslaag in het regentschap Lahat van de provincie Zuid-Sumatra, Indonesië. Kapitan telt 365 inwoners (volkstelling 2010).